# BishopAccountability
BishopAccountability (www.bishopaccountability.org) ist eine US-amerikanische Internetplattform zum sexuellen Missbrauch in der römisch-katholischen Kirche, die zum vornehmlichen sexuellen Kindesmissbrauch innerhalb der Diözesen der amerikanischen Katholischen Kirche kircheninterne Akten- und Datenmaterialien publiziert. Gegründet wurde das Webangebot 2003 durch den amerikanischen Philologen Terence McKiernan, das er aktuell zusammen mit Ann Doyle leitet.
Nach Angabe des Gründers McKiernan wurden bisher 130.000 Akten online veröffentlicht. Dazu wurden die Namen von 3000 Tätern aus dem Kreis des geistlichen Personals der amerikanischen Bistümer bekannt gemacht sowie die Abläufe der Behandlung dieser Fälle durch die kirchlichen Stellen bis in die höchsten Ämter.
Die private, nicht gewinnstrebende Unternehmung wird nach Spiegel Online durch private Spenden aus den Kreisen der Missbrauchsopfer finanziert.